# Cylindropuntia pallida
Cylindropuntia pallida är en kaktusväxtart som först beskrevs av Joseph Nelson Rose, och fick sitt nu gällande namn av F.M. Knuth. Cylindropuntia pallida ingår i släktet Cylindropuntia, och familjen kaktusväxter. Inga underarter finns listade i Catalogue of Life.